# Bibbiano
Bibbiano là một đô thị ở tỉnh Reggio Emilia trong vùng Emilia-Romagna, có vị trí cách khoảng 70 km về phía tây bắc của Bologna và khoảng 14 km về phía tây nam của Reggio Emilia. Tại thời điểm 31 tháng 12 năm 2004, đô thị này có dân số 8.422 và diện tích 28,0 km².
Đô thị Bibbiano có các frazioni (các đơn vị cấp dưới, chủ yếu là các làng) Barco, Belvedere, Casale di Sopra, Case Catalani, Gattaglio, Ghiardo, Il Folletto, Mangallana, Piazzola, Razza, và San Filippo.
Bibbiano giáp các đô thị: Cavriago, Montecchio Emilia, Quattro Castella, Reggio Emilia, San Polo d'Enza.